# Late Night (franchise)
Pour les articles homonymes, voir Late Night.
Late Night /leɪt naɪt/ est une franchise de late-night talk-show américain diffusée depuis 1982, en troisième partie de soirée, sur la chaîne de télévision américaine NBC.

## Présentateurs
| Présentateur    | Début             | Fin             | Épisodes |
| --------------- | ----------------- | --------------- | -------- |
| David Letterman | 1er février 1982  | 25 juin 1993    | 1 819    |
| Conan O'Brien   | 13 septembre 1993 | 20 février 2009 | 2 725    |
| Jimmy Fallon    | 2 mars 2009       | 7 février 2014  | 969      |
| Seth Meyers     | 24 février 2014   |                 |          |